# Grupiara
Grupiara är en kommun i Brasilien.   Den ligger i delstaten Minas Gerais, i den sydöstra delen av landet, 300 km söder om huvudstaden Brasília. Antalet invånare är 1 373.
Omgivningarna runt Grupiara är en mosaik av jordbruksmark och naturlig växtlighet. Runt Grupiara är det mycket glesbefolkat, med 7 invånare per kvadratkilometer.